# Universidad de Santiago de Chile
La Universidad de Santiago de Chile (Usach) es una universidad pública de Chile, integrante del Consorcio de Universidades del Estado de Chile y del Consejo de Rectores de las Universidades Chilenas.
Tiene sus raíces en la Escuela de Artes y Oficios, fundada en 1849 bajo el gobierno del presidente de Chile Manuel Bulnes. En 1947 fue instaurada como Universidad Técnica del Estado, con diversas sedes a lo largo del país. Posteriormente, en 1981 y como consecuencia de la reforma de la educación superior impulsada durante la dictadura militar, la casa central de la UTE se convirtió en la actual Universidad de Santiago de Chile, con todas sus actividades centradas en un campus único de 340 000 m² ubicado en la comuna de Estación Central, en la ciudad de Santiago.
Actualmente se encuentra acreditada por la Comisión Nacional de Acreditación (CNA-Chile) por un período de 7 años (de un máximo de 7), desde febrero de 2021 hasta febrero de 2028.Figura en la posición 10 dentro de las universidades chilenas según la clasificación webométrica SCImago Institutions Rankings (SIR) 2024.Está en la posición 4 según el ranking de Webometrics 2024. Está en la posición 3 a nivel nacional en el QS Rankings 2024.Está en la posición 17-28 a nivel nacional en el ranking Times Higher Education 2024.

## Historia

### Escuela de Artes y Oficios
La Escuela de Artes y Oficios fue creada el 6 de julio de 1849 por un decreto supremo del presidente Manuel Bulnes Prieto, con la finalidad de lograr el desarrollo científico-técnico. En un principio se contaba con cuatro talleres; Herrería, Mecánica, Fundición y Carpintería. Las demandas de modernización del país provocaron que la escuela creciera, así en 1886, se le asignó la construcción al costado sur de la Quinta Normal, sobre la Avenida Chuchunco —actual Ecuador— un nuevo edificio, hoy monumento histórico.
En 1936 se aprobaron nuevos planes que facultaban a la EAO para otorgar los grados de oficio, técnico y el de ingeniero industrial.

### Universidad Técnica del Estado

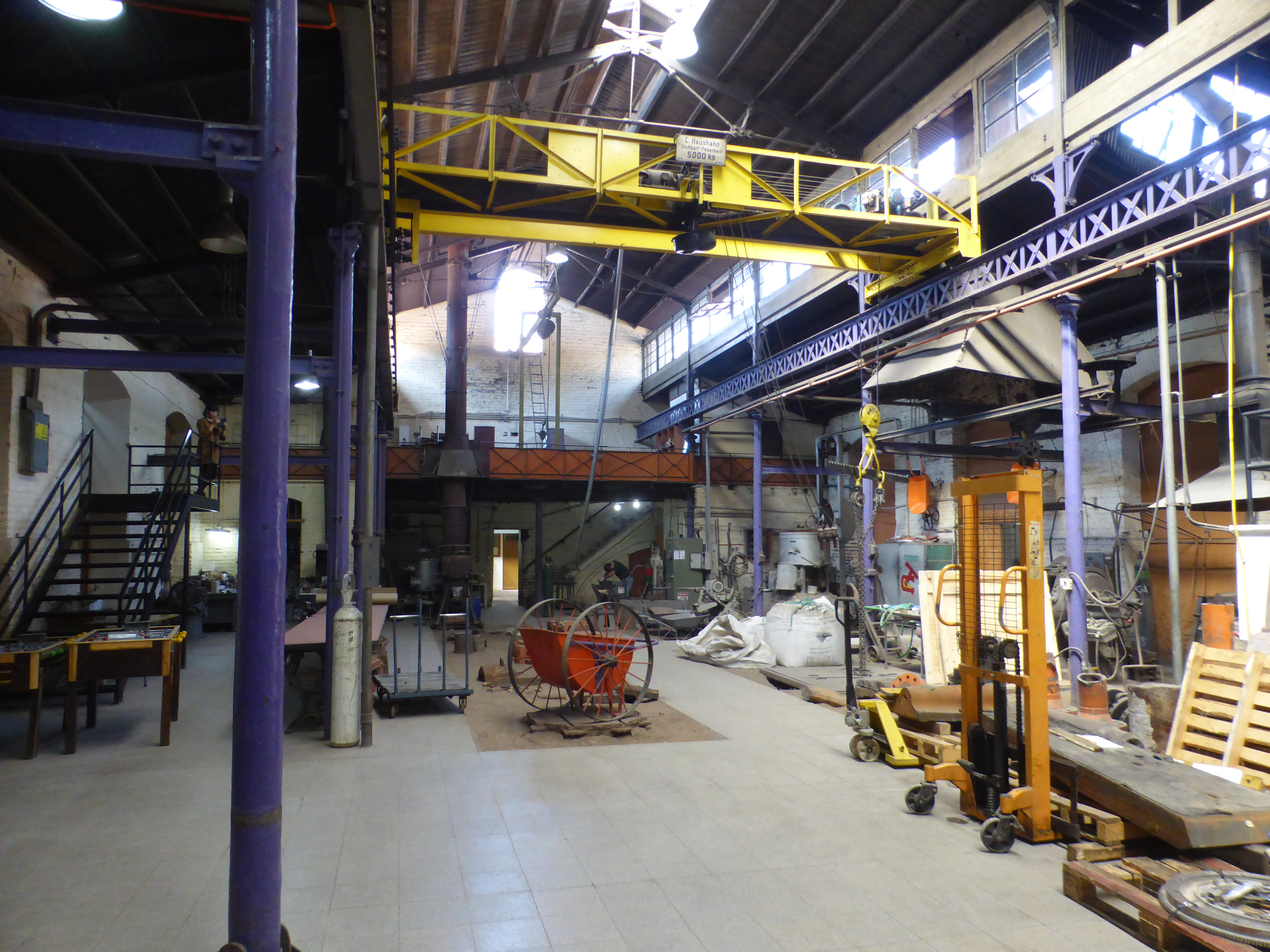
Talleres históricos de la EAO y la UTE.

Posteriormente durante el gobierno de don Gabriel González Videla a través del DFL N°1831 del 9 de abril de 1947, se une la Escuela de Artes y Oficios de Santiago (1849) con la Escuela de Minas de Copiapó (1857), La Serena (1887) y Antofagasta (1918), y las Escuelas industriales de Concepción (1905), Temuco (1916), Valdivia (1934), Escuela de Ingenieros Industriales (1940) y el Instituto Pedagógico Técnico, para formar la Universidad Técnica del Estado (UTE), convirtiéndose en la mayor universidad chilena en el área de la Ingeniería aplicada y en la formación de técnicos industriales.
Así en 1952 se promulgó el primer estatuto Orgánico que le permitió comenzar a funcionar como Universidad, tanto en lo jurídico, administrativo como académico. Su primer rector fue don Octavio Lazo Valenzuela (12 de marzo de 1952 al 12 de marzo de 1953), la actividad académica quedaba en manos de cuatro Consejos Docentes bajo la tuición del Consejo Universitario.
Durante la década de 1960, se dicta el DFL N.º 2 de 1971, que promulga un segundo Estatuto Orgánico, que le permite a la Universidad organizarse a través de sedes, facultades, departamentos, y todas las estructuras académicas que el consejo estime conveniente.
En 1968 debido a la Reforma Universitaria de 1967-1973 Enrique Kirberg Baltiansky asume la rectoría, siendo el único rector de la universidad elegido en claustro pleno (votación universal) de profesores y estudiantes.
En 1971, durante el gobierno de Salvador Allende Gossens, se aprobó el estatuto reformado de la UTE.
Debido al golpe de Estado de 1973, Kirberg es exonerado de su cargo y apresado por la dictadura militar, el estatuto antes aprobado se anula y reformula y los nuevos rectores designado son elegidos íntegramente por la dictadura militar.

### Universidad de Santiago de Chile

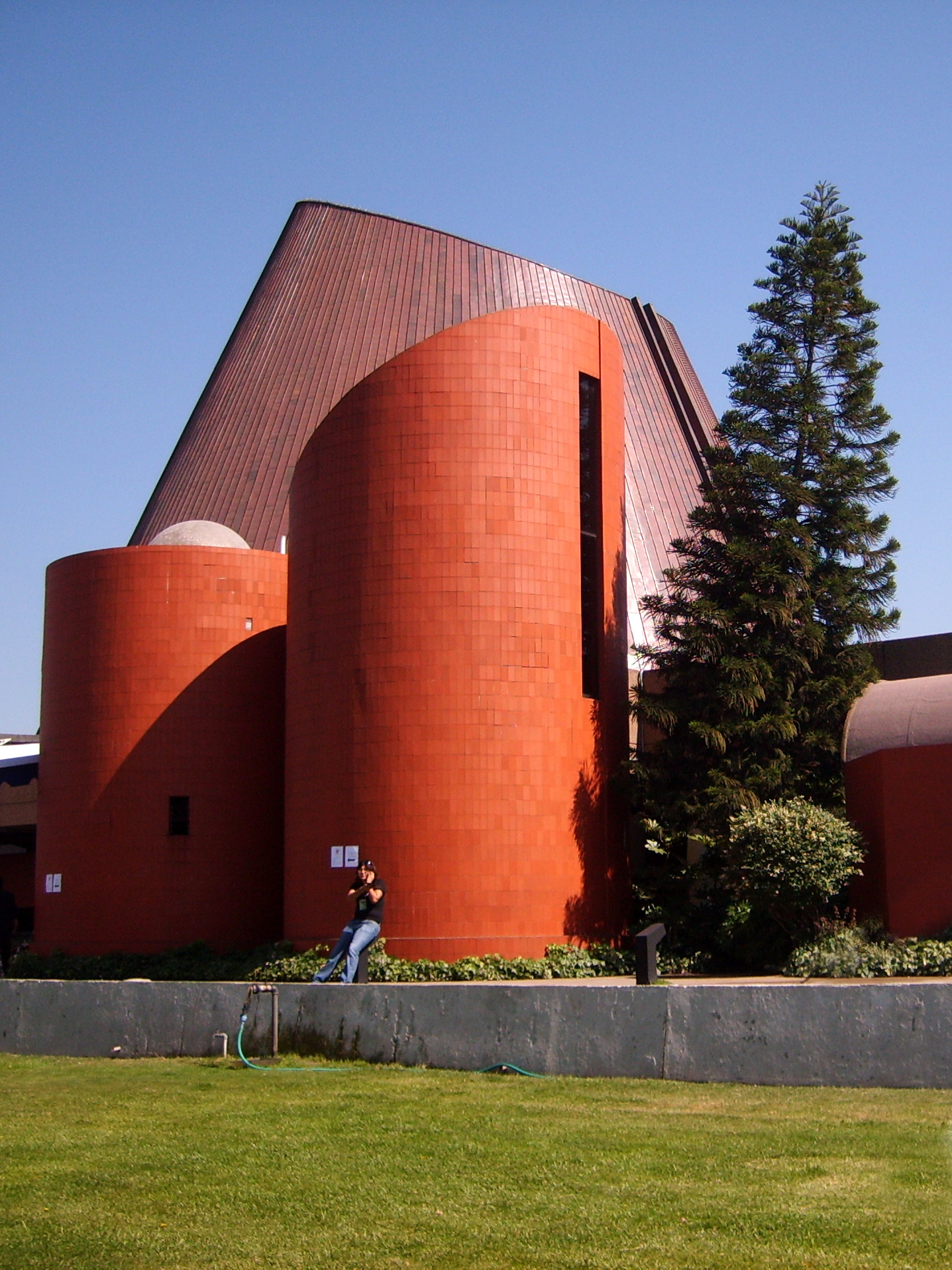
Planetario Usach, uno de los más grandes del mundo.

En 1981, la dictadura militar a través del DFL N°23 del 21 de marzo de 1981, provocó que las sedes de la Universidad Técnica del Estado se dividieran, dando origen a nuevas universidades e institutos profesionales. La sede central pasó a formar la Universidad de Santiago de Chile, mientras que las demás sedes pasaron a formar parte de otras universidades, tales como la Universidad de Atacama, Universidad de Antofagasta, Universidad de La Serena, Instituto Profesional de Talca (transformado posteriormente en la Universidad de Talca), Universidad del Bío-Bío, Universidad de la Frontera, Instituto Profesional de Osorno (transformado posteriormente en la Universidad de Los Lagos), Instituto Profesional de Valdivia (posteriormente integrado en 1988, a la Universidad Austral de Chile) e Instituto Profesional de Magallanes (transformado posteriormente en la Universidad de Magallanes). La Universidad de Santiago de Chile, junto a la Universidad de Atacama y la Universidad de Magallanes son las únicas continuadoras de la tradición de la Universidad Técnica del Estado, por cuanto al momento de disolverse esta última y crearse las nuevas universidades en 1981, la casa central (Santiago) y las sede Copiapó y Punta Arenas, respectivamente, no fueron fusionadas o integradas con sedes de otras universidades.
La sede central se encuentra ubicada donde estaba la antigua Escuela de Artes y Oficios y la UTE, en la comuna de Estación Central, uno de sus símbolos es el planetario construido en la década de los ochenta.
A partir del año 2017, entrará en funcionamiento un centro de formación técnica estatal en Santiago, ubicado en la comuna de Peñalolén, bajo la administración de la Universidad de Santiago de Chile.

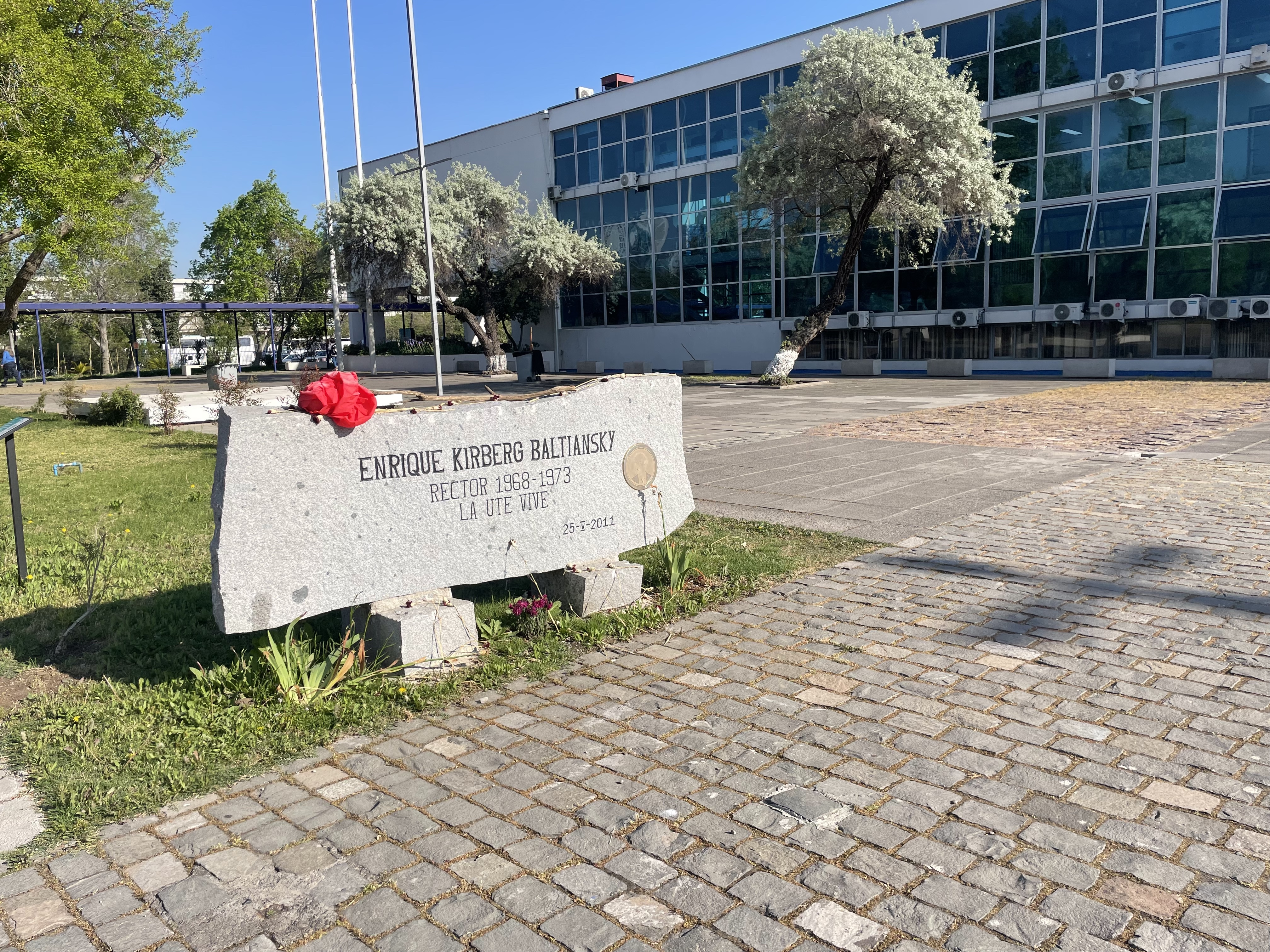
Memorial a Enrique Kirberg frente a la Casa Central de la USACH

### Rectores de la Universidad
El Rector es la máxima autoridad unipersonal que gobierna la universidad y administra su patrimonio, conforme a lo que establece el estatuto de la Corporación.  En la actualidad, la rectoría está a cargo del Doctor en Urbanismo Rodrigo Vidal Rojas.
A continuación se muestra una lista con los rectores de esta casa de estudios, incluyendo los rectores de la Universidad Técnica del Estado.
| Nombre                     | Periodo       |
| -------------------------- | ------------- |
| Octavio Lazo Valenzuela    | 1952-1953     |
| Santiago Labarca Labarca   | 1957-1959     |
| Horacio Aravena Andaúr     | 1959-1968     |
| Enrique Kirberg Baltiansky | 1968-1973     |
| Eugenio Reyes Tastets      | 1973-1980     |
| Jorge O'Ryan Balbontin     | 1980-1985     |
| Patricio Gualda Tiffaine   | 1985-1988     |
| Raúl Smith Fontana         | 1988-1990     |
| Eduardo Morales Santos     | 1990-1998     |
| Ubaldo Zúñiga Quintanilla  | 1998-2006     |
| Juan Manuel Zolezzi Cid    | 2006-2022     |
| Rodrigo Vidal Rojas        | 2022-presente |

### Escudo

Bandera de la Universidad de Santiago de Chile

El escudo de la Universidad de Santiago de Chile expresa en su simbolismo la trascendente misión que le corresponde cumplir a esta casa de estudios superiores. Fue aprobado por Resolución el 2 de julio de 1981.
Estas armas consisten en un escudo con un campo de plata o blanco, entado en la punta, que por orla tiene de plata 9 estrellas en bordado de azur o azul. De gules o rojo un león rampante, que en sus manos lleva, de anaranjado, un libro abierto con la letra alfa en la página siniestra, y la omega en la diestra. Superadas por el escudo, cruzadas, de gules la Cruz de Santiago y de gules y anaranjado una antorcha o tea encendida.

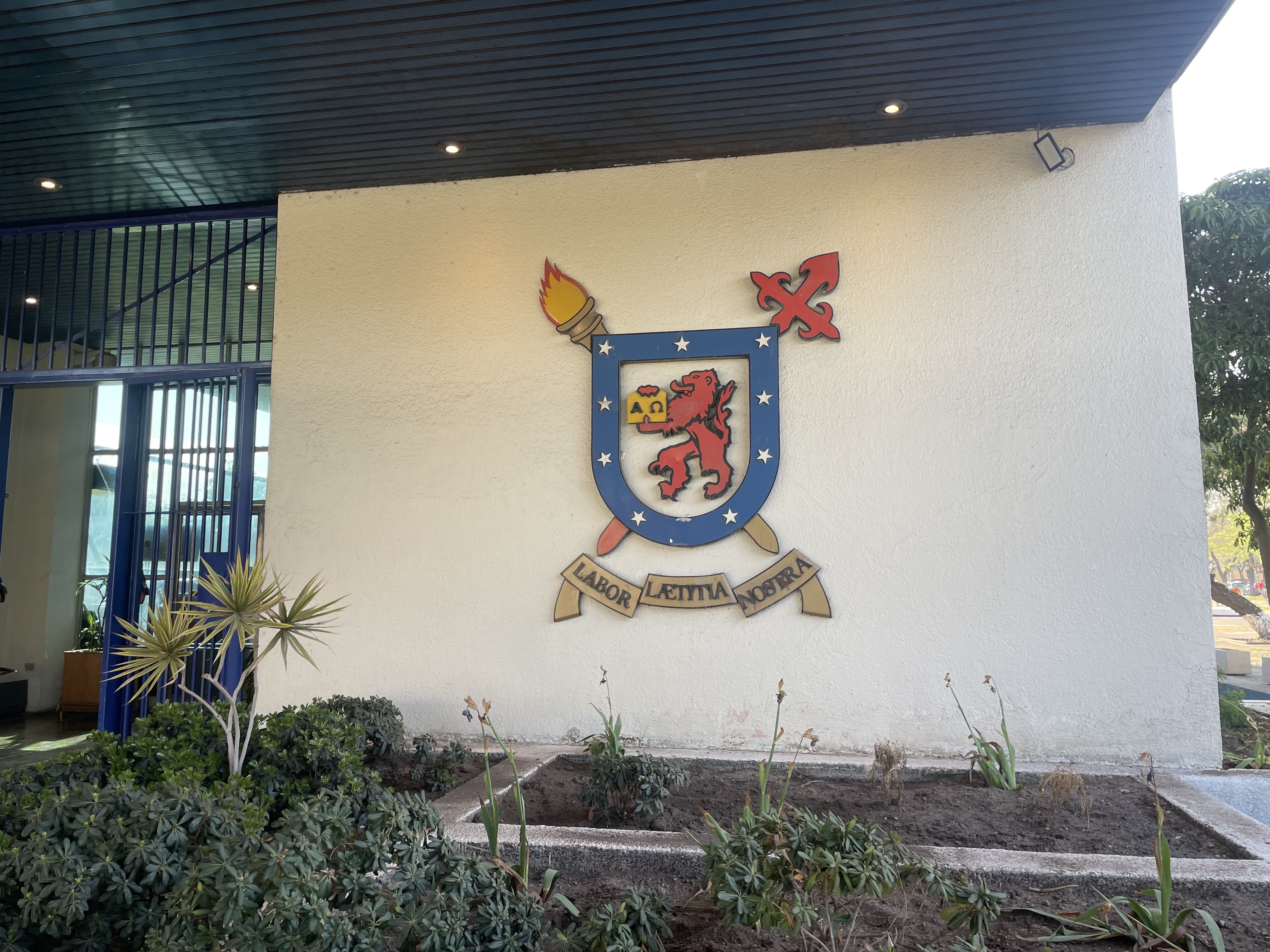
Escudo de la Universidad de Santiago

Abajo, de anaranjado, una cinta cargada de letras de sable o negro, en la siniestra "Labor", en el centro "Lætitia", y a la diestra "Nostra".
Los significados de los esmaltes y muebles de este escudo son los siguientes:
- El campo de color blanco significa pureza y buenas intenciones.
- El libro anaranjado representa al Libro del conocimiento.
- El león es el animal heráldico de la ciudad de Santiago, y por su esmalte, representa autoridad, vigilancia, magnanimidad y soberanía.
- La bordadura azul, por su esmalte, representa la justicia y la sabiduría. Las nueve estrellas representan a las Escuelas Matrices que dieron origen a la Universidad.
- La antorcha encendida, es emblema de la claridad
- La cruz representa a la Cruz de Santiago, apóstol patrono de la capital de Chile, cuyo nombre lleva la Universidad.
- El lema Labor lætitia nostra ((lat.) En el trabajo es nuestra alegría) fue el de la Escuela de Artes y Oficios, la más antigua raíz de la Corporación, creada el 6 de julio de 1849.

En ocasiones especiales, la Universidad de Santiago de Chile también utiliza los escudos históricos de sus instituciones precursoras: el escudo de la Universidad Técnica del Estado (UTE) y el de la Escuela de Artes y Oficios (EAO) juntos con el escudo de la actual corporación. Estos símbolos representan las distintas etapas históricas que han conformado la identidad de la USACH y son utilizados para destacar eventos o tradiciones vinculados a estas raíces institucionales.
|                                             |
| Escudo de la Universidad Técnica del Estado |

|                                         |
| Escudo de la Escuela de Artes y Oficios |

## Campus

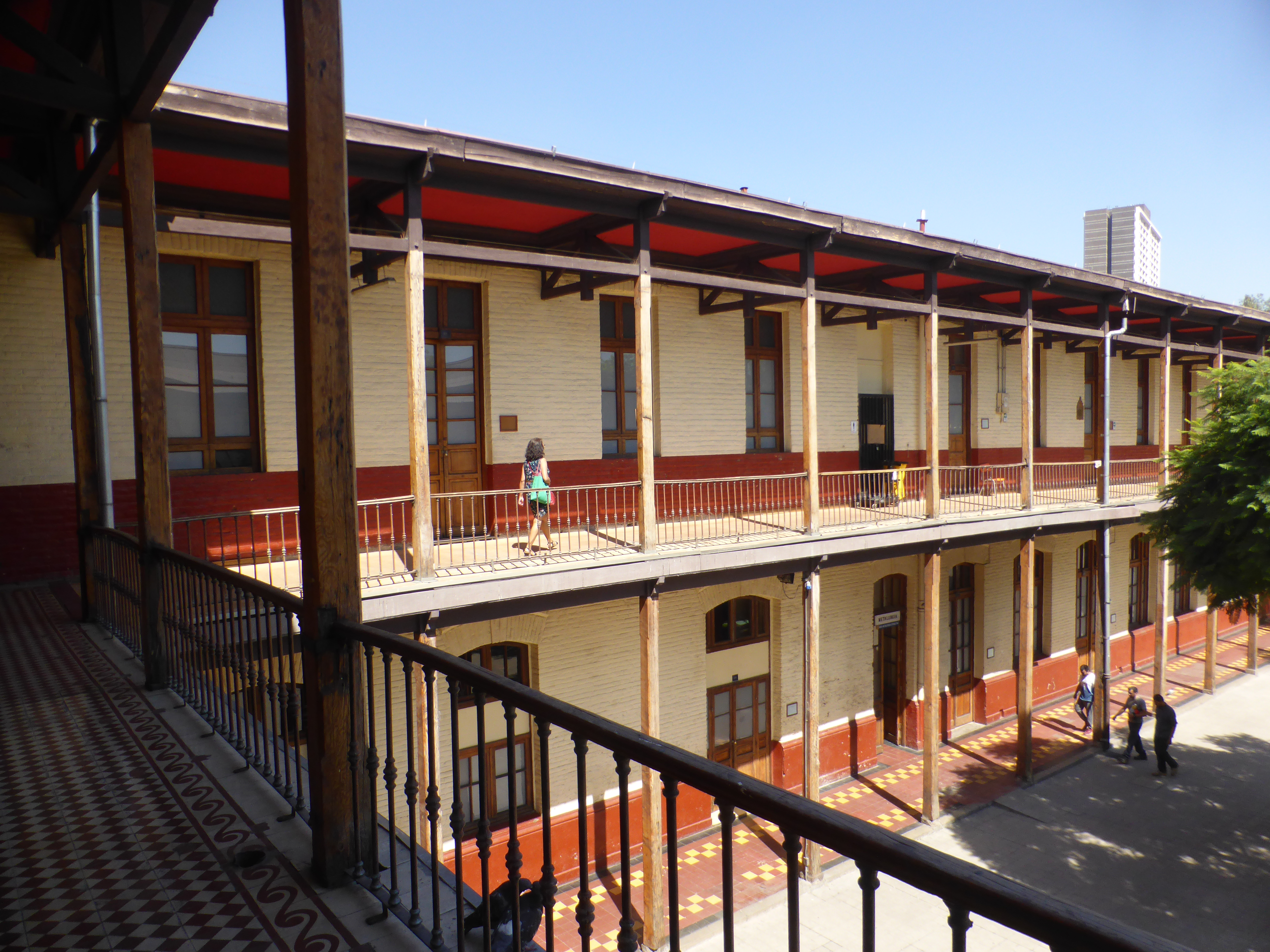
Uno de los patios históricos de la Escuela de Artes y Oficios (EAO), de la Universidad de Santiago de Chile.

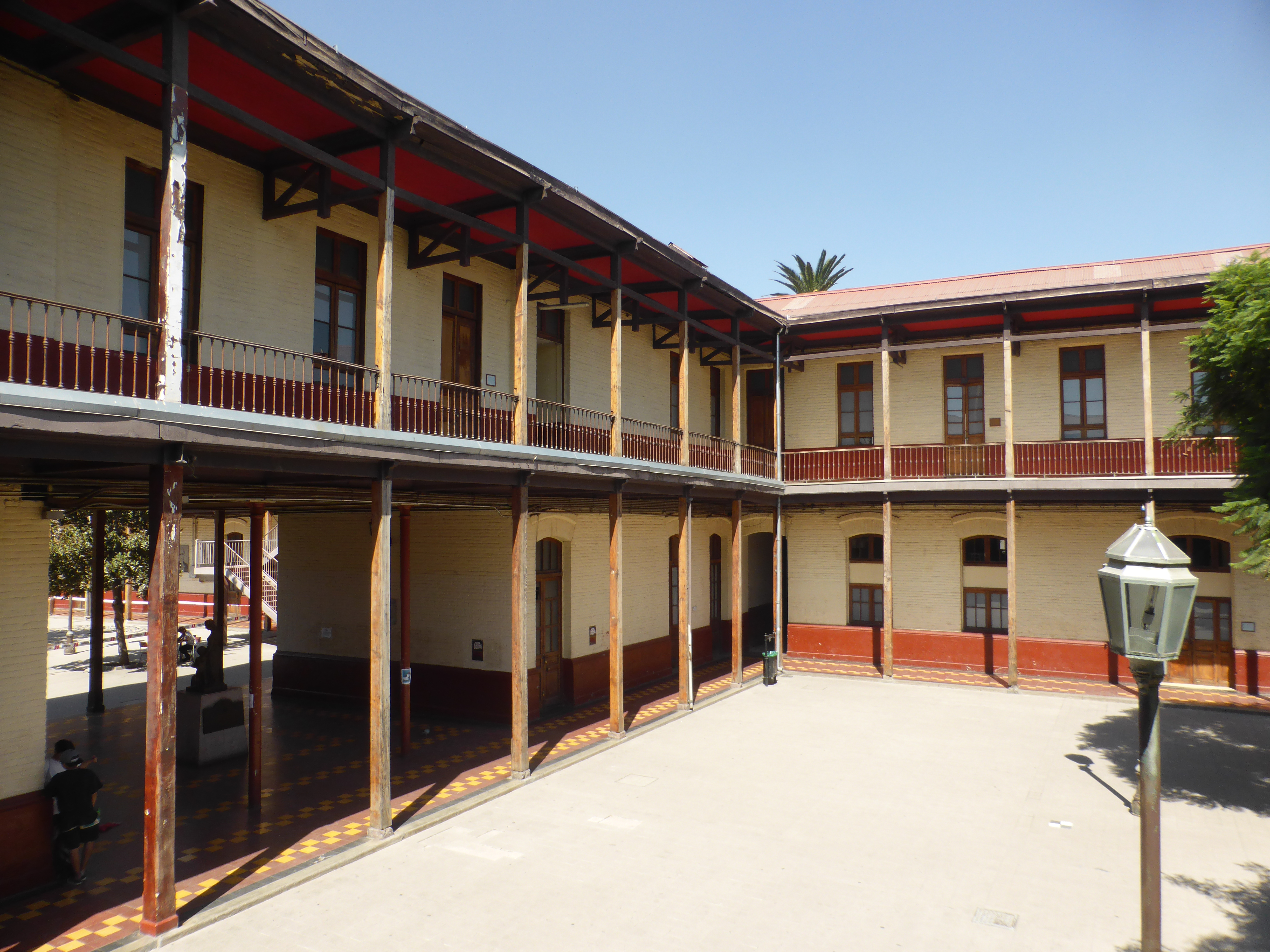
Patios. Escuela de Artes y Oficios.

La Universidad de Santiago se emplaza en un único campus de 31 hectáreas, en donde conviven edificios históricos con nuevas estructuras.
El campus además posee una gran conectividad con la ciudad, al encontrarse cerca de tres estaciones de la Línea 1 del metro de Santiago: Estación Central, Universidad de Santiago y San Alberto Hurtado.
En marzo de 2017 se inauguró en la Facultad de Administración y Economía (FAE) el primer edificio educativo construido con materiales reciclados en toda América Latina.

### La EAO
La Escuela de Artes y Oficios, semilla de la universidad sigue viviendo dentro de esta, el añoso edificio que es monumento histórico que se construyó en la avenida Chuchunco (actual avenida Ecuador) aún es utilizado por numerosas unidades académicas, sus salas utilizadas por gran número de alumnos y en ella se encuentra el Aula Magna de la Universidad de Santiago

### La JAN (Jotabeche)
La Escuela Normal Superior José Abelardo Núñez (JAN) fue la primera institución normalista en Chile y Latinoamérica. Fundada en 1842, funcionó en el actual Sector 8 de la Universidad de Santiago desde 1892 hasta 1974, año en el cual fue cerrada mediante decreto militar y traspasada a la Universidad Técnica del Estado. El edificio principal, de enorme valor histórico y arquitectónico, fue demolido entre 1985 y 1986. Persisten el ala oriente (salas de Arquitectura, Filosofía y Educación) y poniente (Departamentos de Educación y Filosofía), la ex Escuela República de Venezuela y el Gimnasio y Comedor de la JAN (Escuela de Arquitectura). Hoy el sector es conocido popularmente como «Jotabeche».

### Estadio USACH

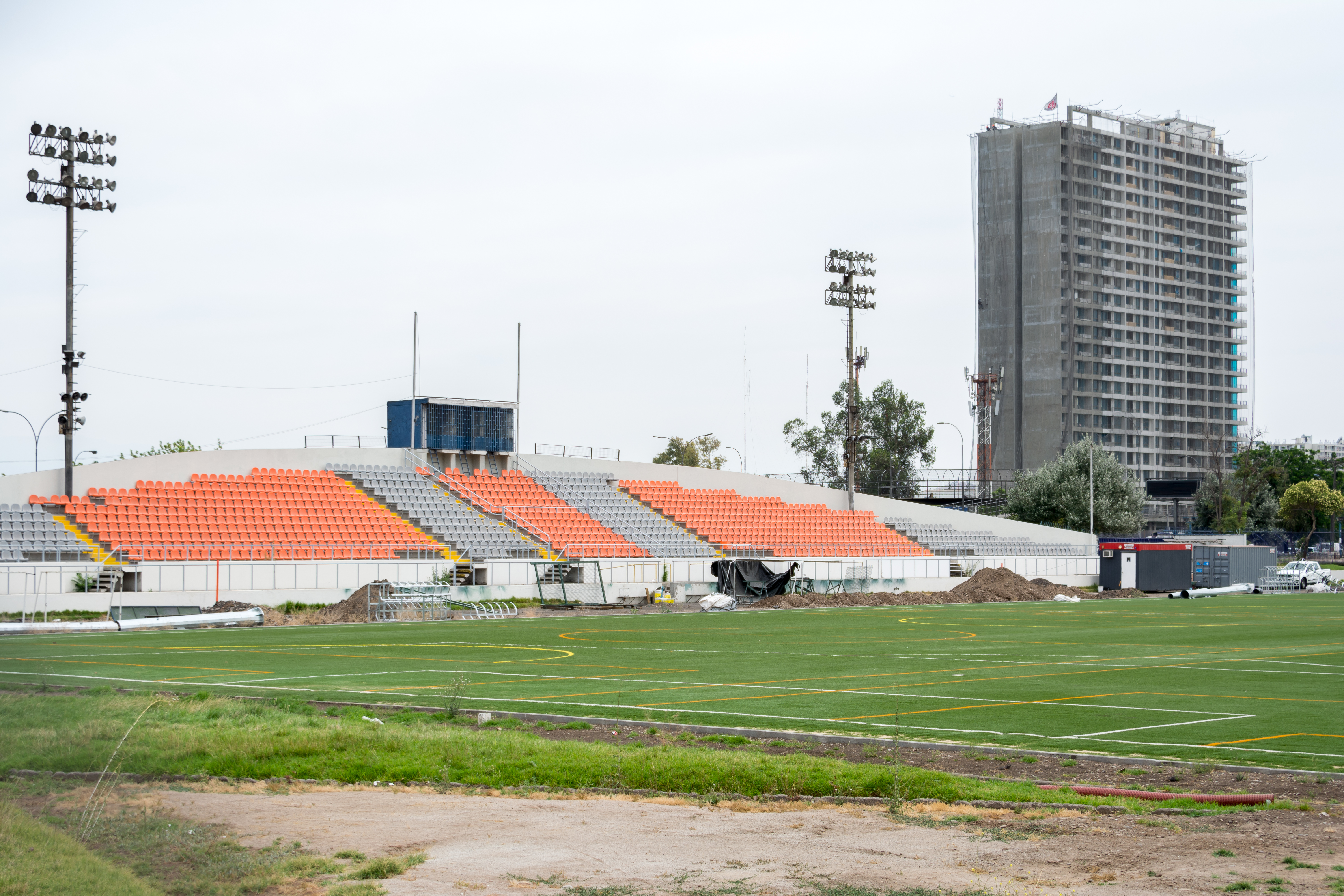
Estadio USACH durante su última remodelación en el año 2019

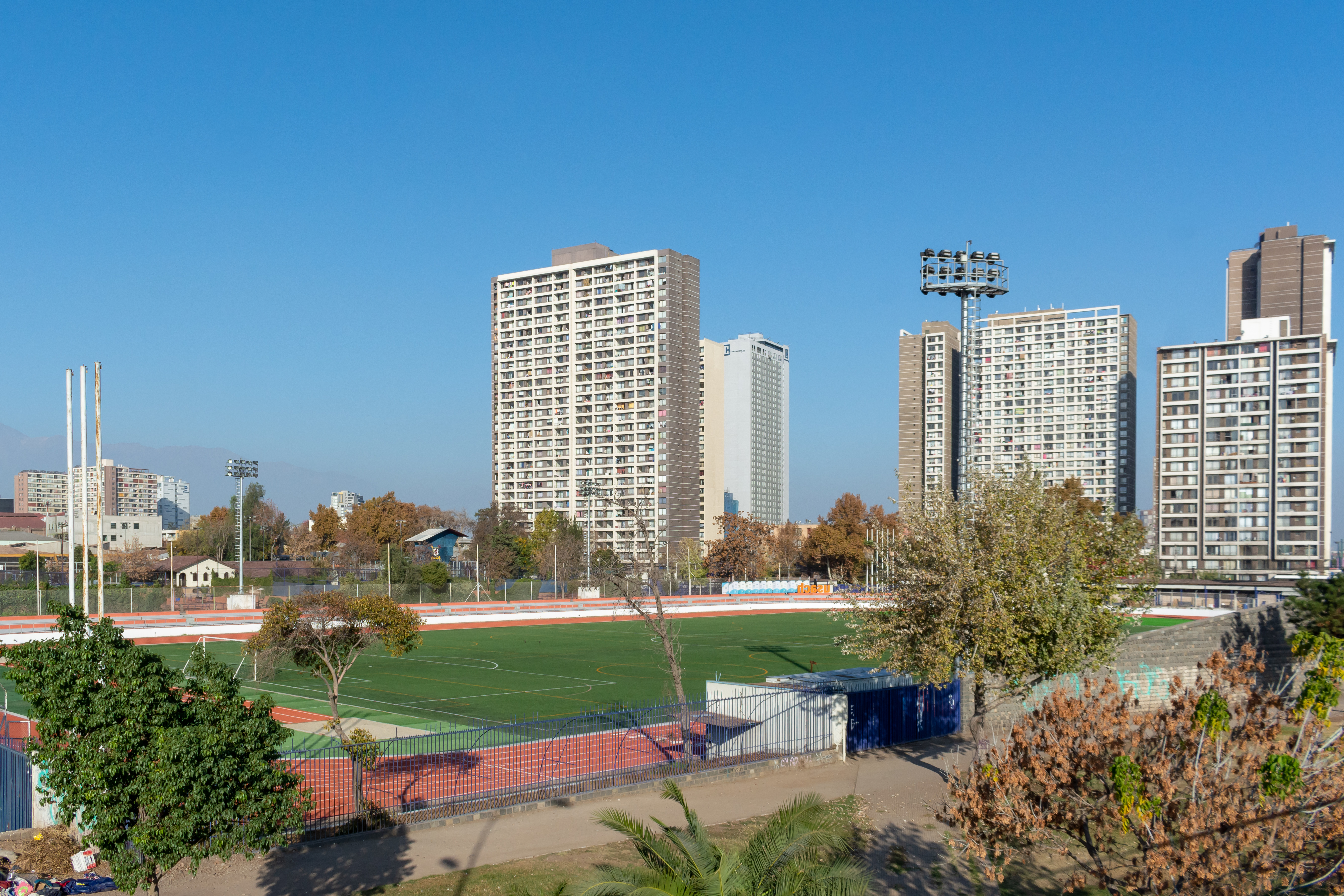
Estadio USACH con su nueva pista de atletismo, 2023

El estadio universitario construido bajo el nombre de estadio UTE, tiene una capacidad aproximada de 3500 espectadores en su coliseo central, cuenta con canchas de tenis, fútbol, hockey y multicanchas. Ubicado en el límite oeste de la universidad entre las avenidas Ecuador y General Velásquez además de servir de local para los numerosos equipos deportivos de la universidad ha sido utilizado por equipos de fútbol profesional como Santiago Morning.

## Organización
| Facultades                            | Departamentos o Escuelas |
| ------------------------------------- | --- |
| —                                     | - Escuela de Arquitectura - Programa de Bachillerato |
| Facultad de Administración y Economía | - Departamento de Administración - Departamento de Contabilidad y Auditoría - Departamento de Economía - Departamento de Gestión y Políticas Públicas |
| Facultad de Ciencia                   | - Departamento de Física - Departamento de Matemática y Ciencia de la Computación |
| Facultad de Ciencias Médicas          | - Escuela de Ciencias de la Actividad Física, el Deporte y la Salud - Escuela de Enfermería - Escuela de Kinesiología - Escuela de Medicina - Escuela de Obstetricia y Puericultura - Escuela de Terapia Ocupacional |
| Facultad de Humanidades               | - Departamento de Educación - Departamento de Filosofía - Departamento de Historia - Departamento de Lingüística y Literatura - Escuela de Periodismo - Escuela de Psicología |
| Facultad de Ingeniería                | - Departamento de Ingeniería Eléctrica - Departamento de Ingeniería Geográfica - Departamento de Ingeniería Industrial - Departamento de Ingeniería Informática - Departamento de Ingeniería Mecánica - Departamento de Ingeniería Metalúrgica - Departamento de Ingeniería en Minas - Departamento de Ingeniería en Obras Civiles - Departamento de Ingeniería Química |
| Facultad de Química y Biología        | - Departamento de Biología - Departamento de Ciencias del Ambiente - Departamento de Química de los Materiales |
| Facultad Tecnológica                  | - Departamento de Ciencia y Tecnología de los Alimentos - Departamento de Gestión Agraria - Departamento de Publicidad e Imagen - Departamento de Tecnologías de Gestión - Departamento de Tecnologías Industriales |
| Facultad de Derecho                   | - Departamento de Derecho Público - Departamento de Derecho Privado - Departamento de Ciencias del Derecho |

| Instituto                                | Centros de Investigación y Estudios |
| ---------------------------------------- | --- |
| - Instituto de Estudios Avanzados (IDEA) | - Centro de Estudios en Ciencia y Tecnología de los Alimentos (CECTA) - Centro de Investigación en Creatividad y Educación Superior (CICES) - Centro de Desarrollo, Experimentación y Transferencia de Tecnología Educativa (Cedetec) - Centro Comenius Archivado el 21 de octubre de 2012 en Wayback Machine. - Centro de Capacitación Industrial (CAI) - Centro de Productividad e Innovación Tecnológica (CEPIT) - Servicios de Ingeniería Metalúrgica y Materiales (SIMET) |

### Organizaciones independientes

#### Feusach
La Federación de Estudiantes de la Universidad de Santiago de Chile (Feusach), es una institución que representa y pretende proteger al estudiante de la Universidad de Santiago frente al sistema de educación superior, es decir, frente a las decisiones y el accionar de las autoridades universitarias, académicas y políticas frente al servicio público de la Educación Superior que se imparte en dicha casa de estudios. También tiene como misión ser un vínculo entre el gran número de estudiantes y autoridades de la Universidad para colaborar mutuamente en la conducción de la Universidad, y además, pretende promover también el desarrollo armónico del estudiante en el gran campus de la universidad con una serie de iniciativas y proyectos, generando y constituyendo así, un espacio de política y gestión universitaria importante dentro del país.

#### Afusach
La Asociación de Funcionarios de la Universidad de Santiago de Chile es una sociedad constituida por representantes del segmento de funcionarios públicos que trabajan al servicio de dicha casa de estudio. Es, tal como un sindicato, representante y protector de los intereses colectivos de los funcionarios frente al accionar de las autoridades universitarias y, en general, de las esferas de decisiones políticas del Estado sobre administración de recursos humanos y servicio civil. Se rigen como Asociación, por el Estatuto Administrativo y, por supleción, por el Código del Trabajo.

#### Planetario de la Universidad de Santiago de Chile
El Planetario Chile se ubica dentro del campus universitario, con una superficie de 13 380 metros cuadrados, que comprende edificio, plaza, jardines, espejo de agua y estacionamiento para 100 vehículos. Único en el país, es uno de los 50 centros audiovisuales de difusión astronómica más grandes del mundo. El domo de proyección tiene un diámetro de 22 metros y su equipo de simulación de estrellas, proyector Carl Zeiss, modelo VI, permite observar el cielo nocturno de los hemisferios norte y sur.

### Organizaciones dependientes
Escuelas secundarias
La universidad está encargada de la administración delegada de variados liceos de internes artístico, tecnológico y profesional en Chile, los cuales son:
- Instituto Comercial Eliodoro Domínguez de Santiago
- Liceo Industrial Presidente Pedro Aguirre de Rancagua
- Liceo Industrial de Angol
- Liceo Industrial de Nueva Imperial
- Liceo Experimental Artístico de Santiago

## Medios de Comunicación

### Radio y Televisión de la Universidad de Santiago de Chile (1959-actualidad)
En 1959, fue creada la Radio de la Universidad Técnica del Estado, emisora nacional que tuvo filiales en las ciudades donde la entonces UTE tenía presencia en el país. Con la llegada de la televisión y el desarrollo del cine en Chile durante la década de 1960, la UTE funda el Departamento de Cine y Televisión. Durante esos años, este departamento desarrolla una serie de documentales que daban cuenta del quehacer de la institución en esa época. 
En 1971, el departamento de cine de la UTE estrenó su primera producción "El Sueldo de Chile" (1971) dirigido por Fernando Balmaceda. Para entonces, la Universidad Técnica del Estado tenía planes de abrir su señal televisiva en el Canal 11, planes que finalmente quedaron abortados tras el golpe de Estado de 1973. En 1979, la frecuencia 11 VHF de Santiago de Chile fue cedida a la entonces Universidad de Chile Televisión, hoy Chilevisión.
Debido a la reforma universitaria de 1981, Radio Universidad Técnica del Estado y sus filiales en el país fueron disueltas y reemplazadas por las emisoras Radio Universidad de Santiago, Radio Universidad de Talca, Radio Universidad del Bio-Bío, Radio Universidad de Atacama, Radio Universidad de Antofagasta, Radio Universidad de La Serena, Radio Universidad de los Lagos, Radio Universidad de Magallanes y Radio Universidad de la Frontera. Radio Universidad de Santiago de Chile asume la continuidad legal de su antecesora.
En 1998 alumnos de ingeniería informática de la misma casa de estudios liderados por José Zorrilla, desarrollan un proyecto para transmitir la radio por internet y un sistema de transmisión de programas en demanda, tecnología que seis años más tarde sería conocida como podcasting. Al mismo tiempo se lanza su sitio web convirtiéndola en la primera radio emisora universitaria en transmitir por internet con un sistema de podcast único en el mundo.
Tanto la radio como la televisión de la Universidad de Santiago de Chile contribuyen a la difusión de la música nacional a través de programas culturales y de actualidad como Escena Viva. Ambas cuentan con su propio canal en YouTube. En 2018 la universidad inauguró un canal de televisión a través de la señal 48.1 para televisión digital abierta en Santiago y en línea, denominado Santiago Televisión, con transmisión las 24 horas del día. En la actualidad el canal digital se transmite por la señal abierta 50.1

### Usach al Día
La universidad cuenta además con un boletín diario conocido como Usach al Día, el cual da cuenta del acontecer de la universidad además de noticias científicas en el ámbito de las humanidades, ciencias y tecnología.

## En la cultura popular
- En la aclamada serie de AMC Breaking Bad se menciona que el personaje Gustavo Fring pagó los estudios de su amigo Max Arciniega en la Universidad de Santiago de Chile (USACH), específicamente en las carreras de Bioquímica e Ingeniería Química.
- En la serie de Chilevisión basada en la vida de la banda Los Prisioneros Sudamerican Rockers se menciona que el músico Claudio Narea estudió un año de ingeniería en la Universidad de Santiago de Chile.